# Język penan
Język penan, także nibong (a. nibon) – język austronezyjski używany przez grupę etniczną Penan. Ludność ta zamieszkuje malezyjski stan Sarawak, a także Brunei Darussalam. Dwoma odmianami penan posługuje się łącznie ponad 13 tys. osób.
W publikacji Ethnologue (SIL International) wyróżniono dwa odrębne języki: penan wschodni i penan zachodni, umieszczając je w ramach grupy penan. Z danych publikacji wynika, że odmiany te są wzajemnie niezrozumiałe. Jednakże obie grupy ludności (użytkownicy dialektów wschodniego i zachodniego) mają wspólną tożsamość etniczną.
Jest silnie zróżnicowany wewnętrznie, dzieli się na szereg dialektów. Ludność Penan ma ograniczony kontakt z językami malajskim i angielskim. Społeczność Penan w Brunei posługuje się językiem iban, który służy jako lokalna lingua franca.
Badania wśród Penan prowadził Ian Mackenzie, autor materiałów (słownika i opracowania gramatycznego) poświęconych językowi penan wschodniemu. Penan jest zapisywany alfabetem łacińskim.